# La grande passione (film 2014)
La grande passione (United Passions) è un film del 2014 di Frédéric Auburtin.
Incentrata sulla storia secolare della FIFA, la federazione internazionale che governa il calcio mondiale, la pellicola racconta la storia dei tre uomini che hanno maggiormente contribuito alla nascita e allo sviluppo dei campionati mondiali: l'ideatore Jules Rimet, João Havelange e Joseph Blatter.

## Trama
Desideroso di mettere in piedi per la prima volta un campionato mondiale di calcio, l'avvocato francese Jules Rimet, presidente dal 1921 di una poco più che amatoriale FIFA, dedica gli ultimi trent'anni della sua vita a questo ambizioso e, all'epoca, pionieristico progetto, giunto a compimento nel 1930 con la prima edizione del torneo ma definitivamente affermatosi solamente nel secondo dopoguerra. La svolta arriva nel 1974, quando il brasiliano João Havelange raggiunge la massima carica dell'organizzazione ponendosi in antitesi rispetto al suo predecessore, l'inglese e fin troppo conservatore Stanley Rous, chiudendo un'epoca eurocentrica e aprendo le porte del calcio a realtà fin lì ai margini come Africa, Nordamerica e Asia. Una filosofia proseguita dallo svizzero Joseph Blatter, entrato nella FIFA sul finire degli anni 1970 e presto divenuto il "delfino" di Havelange, il quale dapprima da segretario generale e poi, dal 1998, da presidente della federazione, porta i mondiali di calcio, grazie soprattutto a soldi e sponsor (e a metodi manageriali non sempre trasparenti), alla grandeur di cui godono all'inizio del III millennio.

## Produzione
Costato circa 25 000 000 di euro, per 20 di questi il film è stato finanziato dalla stessa FIFA: nel 2012 fu l'allora presidente Joseph Blatter, dopo uno scambio di battute con l'attore Gérard Depardieu, ad avallare l'idea di una pellicola incentrata sulla storia della federazione internazionale. Prodotta in Francia e girata in lingua inglese, la pellicola è diretta dal francese Frédéric Auburtin, fin lì attivo soprattutto in campo televisivo e coinvolto nel progetto da Depardieu, il quale l'aveva avuto come aiuto regista nel 1998 ne La maschera di ferro. Oltre al succitato Depardieu, l'opera vede come protagonisti Sam Neill e Tim Roth, interpreti di tre dei più importanti uomini succedutisi alla presidenza dell'organizzazione, rispettivamente Jules Rimet, João Havelange e Blatter.

## Distribuzione
Il film è stato presentato al Festival di Cannes il 18 maggio 2014. Proiettato in Serbia il 19 giugno seguente, in Paesi come l'Italia è stato trasmesso nello stesso anno direttamente in televisione, mentre negli Stati Uniti d'America ha avuto una distribuzione limitata (appena dieci sale) solo nel 2015, a seguito dell'indagine sulla corruzione in seno alla FIFA portata avanti da DOJ e FBI.

## Accoglienza
L'opera è stata generalmente male accolta da parte di pubblico e critica. Dal punto di vista del botteghino si è rivelata un fiasco, con incassi globali attestatisi intorno ai 150 000 euro, e un risultato sul suolo statunitense fermo ad appena 600 dollari. Il pubblico ha bocciato il film anche in rete, assegnandogli sull'Internet Movie Database una valutazione di 2/10 e inserendolo nella classifica dei «film più brutti di sempre»; simili stroncature si ritrovano anche su Metacritic, con una valutazione basata sulle recensioni della critica che si attesta all'1/100, e su Rotten Tomatoes.
La critica specializzata, in linea coi suddetti giudizi, ha individuato la maggior pecca de La grande passione nel ruolo assegnato in fase di sceneggiatura al calcio giocato, considerato «marginale, quasi assente» ai fini della trama; il comico e conduttore statunitense John Oliver si è domandato, in proposito, «come si fa a fare un film di sport in cui gli eroi sono i dirigenti?». Sempre negli Stati Uniti, Dan Barry del New York Times ha riassunto il suo commento sulla pellicola in un «inguardabile», ponendo negativo accento – anche alla luce dello scandalo che l'ha coinvolto nel 2015 – sulla rappresentazione a tratti integerrima di Blatter, mentre in Europa, sull'inglese Guardian, Jordan Hoffman è stato ancor più tranchant nella sua recensione, parlando di «propaganda stalinista» e arrivando a scomodare l'epiteto di «escremento» per l'intera operazione, tacciata di essere nient'altro che un'agiografia ad personam.